# Gwilym Lee

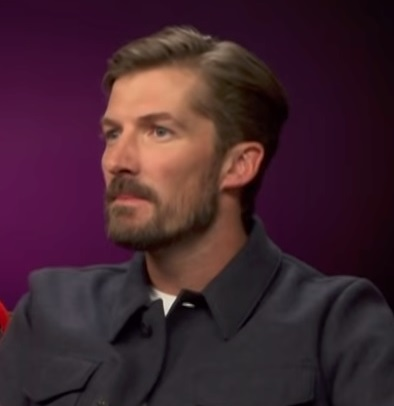
Gwilym Lee (2018)

Gwilym Lee (* 24. November 1983 in Bristol) ist ein britischer Schauspieler. Er wurde durch die Rolle des DS Charlie Nelson bekannt, die er von der 16. bis zur 18. Staffel in der britischen Krimiserie Inspector Barnaby spielte.

## Karriere
Lee studierte Englische Literatur an der Universität Cardiff und Schauspielkunst an der Guildhall School of Music and Drama. 1997 hatte er seinen ersten Fernsehauftritt als James Hunter  in Animal Ark. Im Alter von 16 Jahren gab er als Richard III. sein  Theaterdebüt. Zu Weihnachten 2013 trat er als Inspektor Barnabys neuer Sergeant DS Charlie Nelson auf, wodurch er einem größeren Publikum bekannt wurde. 
Im April 2016 gab er bekannt, nicht mehr für weitere Staffeln der Reihe zur Verfügung zu stehen. In dem 2018 erschienenen Film Bohemian Rhapsody spielt er die Rolle des Brian May. Lee lebt in London.

## Filmografie
- 2010: The Tourist
- 2017: Jamestown (Fernsehserie)
- 2018: Bohemian Rhapsody
- 2019: Meine chaotische Hochzeit (Film)
- 2020–2023: The Great (Fernsehserie)
- 2024: Oddity
- 2024: Here
- 2025: SAS: Rogue Heroes (Fernsehserie)